# Jack Britton
Jack Britton (geboren als William J. Breslin; * 14. Oktober 1885 in Clinton, New York; † 27. März 1962 in Miami) war dreimaliger Boxweltmeister im Weltergewicht. Brittons Karriere begann 1904 und dauerte 26 Jahre an. Er hält bis heute mit 37 Kämpfen den Rekord für die Anzahl an Weltmeisterschaftskämpfen. Die Meisten davon gegen seinen Erzrivalen Ted "Kid" Lewis.

## Karriere
Am 11. November 1904 bestritt Britton seinen ersten Kampf. 1911 kämpfte er in Memphis gegen den ungeschlagenen Packey McFarland. Der Kampf endete unentschieden. 1913 trat er erneut gegen McFarland an, verlor diesen Kampf gegen ihn jedoch genauso wie einen weiteren im selben Jahr nach Punkten. Seinen ersten Weltmeisterschaftskampf bestritt Britton 1950 in Boston gegen den Titelträger Mike Glover. Gegen diesen hatte er bereits 1913 gekämpft und nach Punkten verloren. Diesmal jedoch dominierte Britton den Kampf und wurde erstmals Weltmeister im Weltergewicht. Bereits zwei Monate später verlor er den Titel jedoch schon wieder. Nach 12 Runden unterlag er Ted "Kid" Lewis nach Punkten. Einen weiteren Monat später trafen die beiden Kontrahenten erneut aufeinander und wieder musste sich Britton geschlagen geben.
1916 konnte Britton dann erstmals gegen Lewis gewinnen und wurde somit erneut Weltmeister. Die beiden Rivalen trafen im selben Jahr noch zwei Mal aufeinander, Britton behielt aber jeweils die Oberhand. Im Jahr darauf gewann er nochmals einen Kampf gegen Lewis, musste sich ihm dann jedoch in einer Reihe von vier Kämpfen innerhalb eines Monats jeweils geschlagen geben und verlor so auch wieder seinen Weltmeistertitel. Im selben Jahr verlor er auch gegen den späteren Mittelgewichtsweltmeister Mike O’Dowd und den Leichtgewichtsweltmeister Benny Leonard.
1918 errang Britton den Weltmeistertitel von Lewis zurück und sollte ihn gegen diesen auch nicht wieder verlieren. In den Folgejahren verteidigte Britton seinen Titel gegen mehr oder minder starke Gegner und traf auch immer wieder auch Lewis, dem er jedoch nicht mehr unterlag. 1922 traf er in einem Weltmeisterschaftskampf wieder auf Benny Leonard. Der Kampf war auf 15 Runden angesetzt und alle Beobachter waren sich darin einig, dass Britton nach zwölf Runden vorne lag. Er hatte Leonard beherrscht und ihn klever ausgeboxt. In der 13. Runde landete Leonard einen Treffen auf Brittons Körper, infolgedessen dieser auf die Knie gehen musste. Britton kam wieder auf ein Knie hoch, als Leonard heranstürzte und ihm einen leichten Schlag versetzte. Der Ringrichter Patsy Haley nahm dies als Anlass Leonard zu disqualifizieren. In Folge wurden Stimmen laut, die behaupteten, dass Ende des Kampfes sei inszeniert gewesen, weshalb dieser noch heute als einer der kontroversesten der Boxgeschichte gilt.
Bereits fünf Monate später verlor Britton den Weltmeistertitel gegen den jungen Mickey Walker. Er bekam keine weitere Chance mehr seinen Titel wiederzuerlangen, boxte jedoch noch bis 1930.
1960 wurde Britton in die "The Ring Boxing Hall of Fame" aufgenommen und 1990 in die "International Boxing Hall of Fame".

## Titel
- Weltmeister im Weltergewicht: 1915 für ca. zwei Monate
- Weltmeister im Weltergewicht: Errungen 1916, 6 Titelverteidigungen, verloren 1917
- Weltmeister im Weltergewicht: Errungen 1918, 15 Titelverteidigungen, verloren 1922
- Amerikameister im Weltergewicht: 1918 bis 1930

## Sonstiges
Ernest Hemingways Kurzgeschichte "Fifty Grand" basiert auf dem Jack Britton/Mickey Walker-Kampf im Madison Square Garden am 1. November 1922.